# 塩川町
塩川町（しおかわまち）は、福島県耶麻郡にあった町である。
2006年1月4日に、喜多方市および耶麻郡熱塩加納村・山都町・高郷村と合併し、新しい喜多方市の合併特例区の一つとなったため、普通地方公共団体としては廃止した。

## 地理
会津若松市と喜多方市の中間に位置し、付近で阿賀川（大川）と日橋川とが合流する。町の東部には磐梯山に続く山地があるが、町の中心部はほぼ平坦な低地となっている。
町の南端に役場や駅、町の施設などが集中する一角があり、周囲を大塩川が回り込みながら、日橋川に合流する。また、国道121号（旧・米沢街道）も、この付近を通過し、町を南北に接続する。また、塩川駅西側も区画整理が進められ、市街地が拡大している。
- 山 ：磐梯高原（磐梯山）
- 河川：日橋川、大塩川、阿賀川
- 湖沼：

## 歴史
江戸時代、阿賀川を利用した舟運と、米沢街道によって物流が栄えた。阿賀川を航行する船で塩を運んでいたから『塩川町』になったという説がある。

### 沿革
- 1889年（明治22年）4月1日 - 町村制の施行により塩川村、堂島村、姥堂村、駒形村が成立。
- 1909年（明治42年）4月1日 - 塩川村が町制施行し（旧）塩川町となる。
- 1954年（昭和29年）7月1日 - （旧）塩川町、姥堂村、駒形村が合併し、塩川町が誕生。

## 経済
半導体・集積回路製造などを行う日本モトローラ会津事業所が1972年（昭和47年）より操業。

## 交通

### 鉄道路線
- 東日本旅客鉄道
  - 磐越西線：塩川駅、姥堂駅

### 道路
- 国道121号
- 福島県道7号猪苗代塩川線
- 福島県道21号喜多方会津坂下線
- 福島県道61号塩川山都線
- 福島県道69号北山会津若松線
- 福島県道127号会津坂下塩川線
- 福島県道209号塩川停車場線
- 福島県道332号熊倉塩川線
- 福島県道337号喜多方河東線

## 名所・旧跡・観光スポット
1983年（昭和58年）より「屋号とのれんの街」をキャッチフレーズとしており、多くの建物に屋号と暖簾が掲げられている。
- 古屋敷遺跡（ふるやしきいせき）（2000年12月4日国の史跡に指定）
- 御殿場公園 - 桜祭り（4月）や花しょうぶ祭り（6月）が開かれる[3]
- 弾正原
- 竹屋観音
- 遠田観音

## 文化・名物

### 祭事・催事
- 塩川「初市」開運舟引き祭り（1月）[3]
- 日橋川イカダ下り大会（7月） - 参金会の発案によって1980年代半ばより開催[2][4]。
- 日中共演夢花火大会（7月）[3]
- 会津塩川バルーンフェスティバル（10月） - 1989年（平成元年）より開催[5]。

### 名物・特産品
- 鳥モツ（鶏皮を醤油や味噌で煮込んだ名物料理）
- 九重 (銘菓)（同町が発祥地）
- なまず料理[6]
- チェリートマト - 約90戸で栽培[7]。